# Exastilithoxus
Exastilithoxus – rodzaj słodkowodnych ryb sumokształtnych z rodziny zbrojnikowatych (Loricariidae). Spotykane w hodowlach akwariowych. Zaliczane do glonojadów.

## Zasięg występowania
Wenezuela i Brazylia.

## Klasyfikacja
Gatunki zaliczane do tego rodzaju:
- Exastilithoxus fimbriatus
- Exastilithoxus hoedemani

Gatunkiem typowym jest Pseudacanthicus fimbriatus (E. fimbriatus).